# Saint Ann’s Bay
Saint Ann’s Bay ist eine Kleinstadt im Norden Jamaikas und die älteste Siedlung der Insel. Die Stadt befindet sich im County Middlesex. Sie ist die Hauptstadt des gleichnamigen Parish Saint Ann. Im Jahr 2010 hatte Saint Ann’s Bay eine Einwohnerzahl von 14.923 Menschen.

## Geschichte

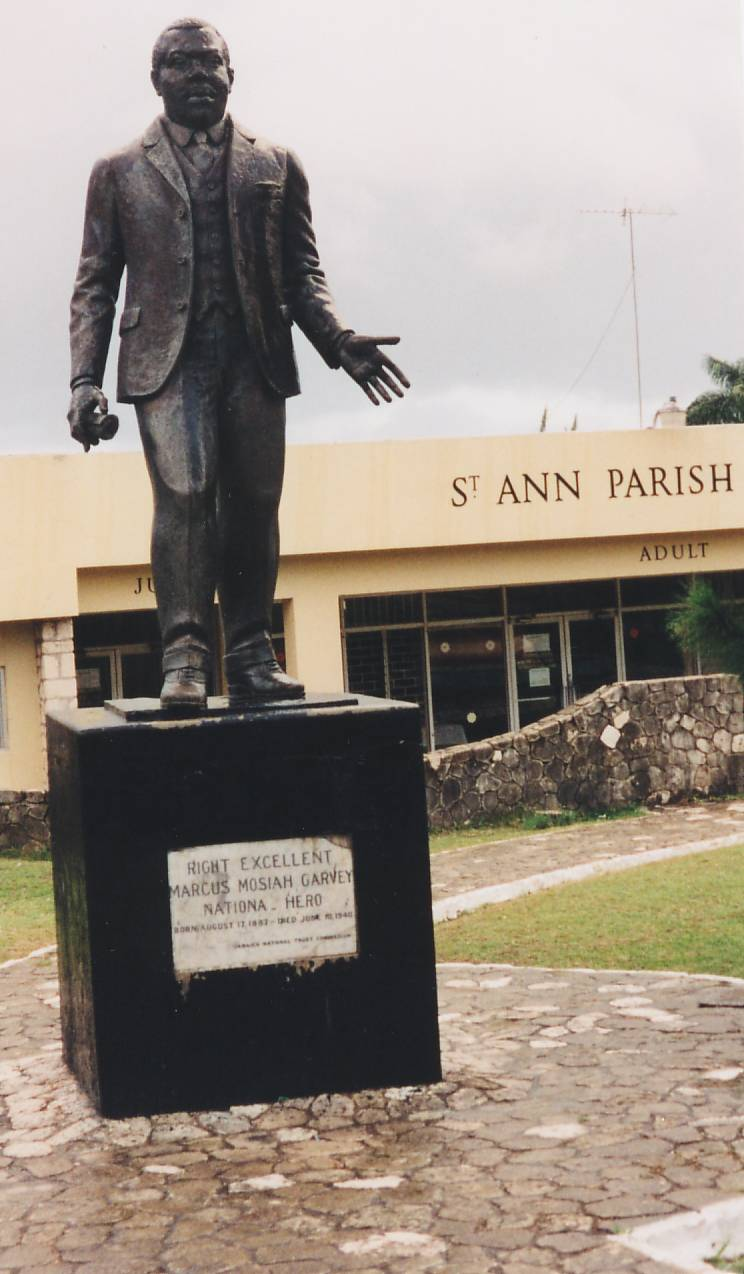
Statue von Marcus Garvey in Saint Ann’s Bay

Saint Ann’s Bay ist die älteste Siedlung auf Jamaika. Von Christoph Columbus wurde die Bucht zum ersten Mal im Jahr 1494 auf seiner dritten Entdeckungsreise betreten. Bei seiner vierten Reise kehrte Columbus, nach Kämpfen mit Indigenas und einer Meuterei aufgrund der lecken Schiffe, dorthin zurück. Er lebte dort rund ein Jahr zwischen 1503 und 1504 in einem Fort am Strand. Den Ort nannte er Santa Gloria. Nahe der Stadt an einem wichtigen Verkehrsknotenpunkt steht, zum Gedenken an die Entdeckung der Bucht, eine Statue von Christoph Columbus.
Im Jahr 1509 gründete der spanische Eroberer und erster Gouverneur von Jamaika Juan de Esquivel am selben Ort die Siedlung Sevilla la Nueva nach seiner Heimatstadt Sevilla. Die Siedlung wurde zur dritten Hauptstadt des Spanischen Kolonialreiches. Noch vor dem Jahr 1526 wurden von den Spaniern die ersten Zuckerfabriken in Sevilla la Nueva gegründet. Saint Ann’s Bay ist heute der Hauptexporteur von Zucker auf der Insel.
Die Stadt wurde im Jahr 1655 von englischen Kolonialisten erobert. Sie wurde daraufhin in St. Ann’s Bay, nach Lady Anne Hyde, der ersten Gemahlin von König James II. von England, benannt. Saint Ann’s Bay wurde, vor allem wegen seines großen Hafens und als wichtiger Ort für den Export von Bananen, Zucker und Bauxit, zur Hauptstadt des gleichnamigen Parish Saint Ann. Später löste Ocho Rios die Stadt als Hauptexporteur ab. Sie ist aber noch immer eine wichtige Handelsstadt und ein beliebtes Reiseziel für Touristen. 1795 wurde ein im Jahr 1750 errichtetes Fort zum ersten Gefängnis von Jamaika, mit dem Namen The Old Jail, umgebaut. An diesem Ort starben viele Sklaven.

## Wirtschaft
Saint Ann’s Bay besitzt einen großen Seehafen und ist der größte Zuckerexporteur von Jamaika. Andere wichtige Exportgüter sind u. a. Bauxit und Bananen. Die Stadt besitzt eine große Fischfangflotte.

## Historische Bauwerke
Das älteste noch erhaltene Gebäude der Stadt ist das St. Ann’s Bay Courthouse, das im Jahr 1860 erbaut wurde. Unweit davon befindet sich die St. Ann Parish Church aus dem Jahr 1871.
Eine Statue von Marcus Garvey, einem der berühmtesten Bürger Jamaikas, wurde vor der St. Ann’s Bay-Bibliothek errichtet.
Eine weitere Statue des Entdeckers der Bucht, Christoph Columbus, steht nahe der Stadt.

## Cardiff Hall

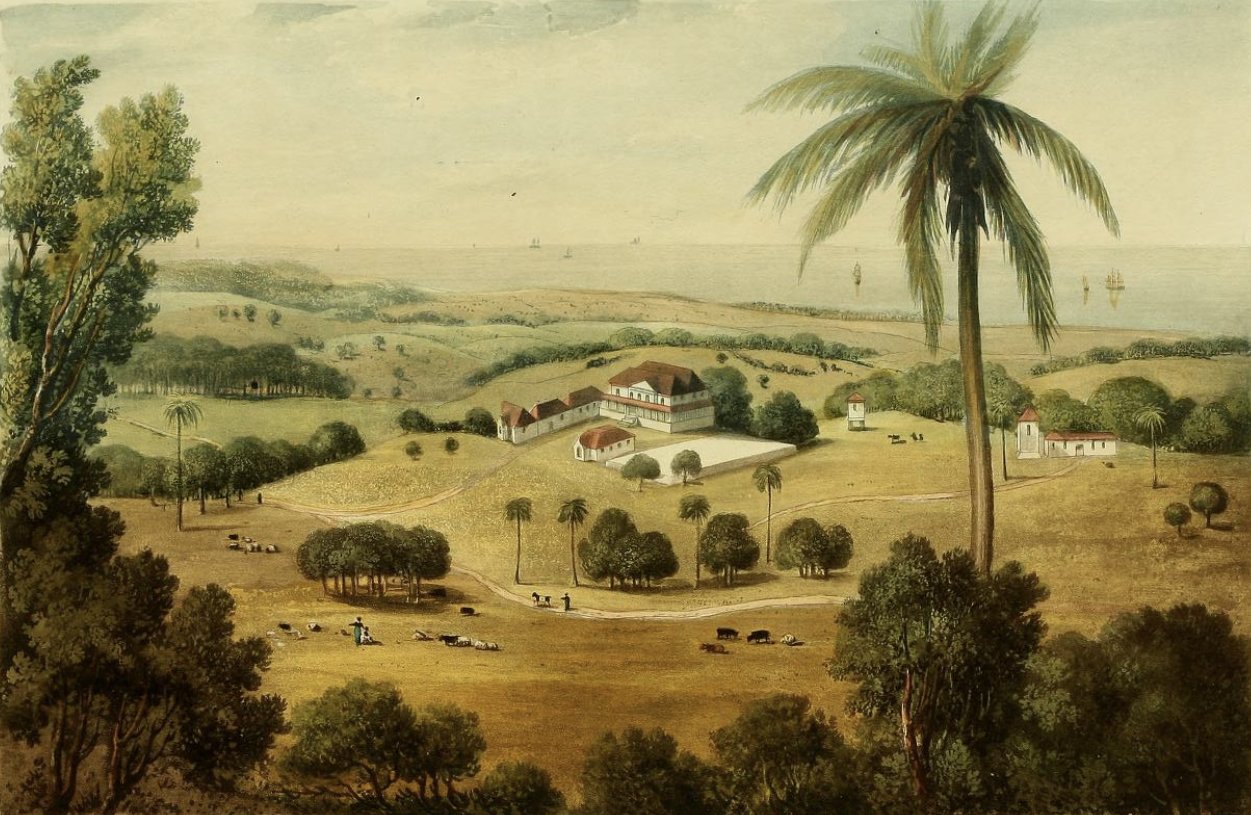
Cardiff Hall, um 1820

Cardiff Hall, westlich von Saint Ann’s Bay gelegen, war ein weithin bekannter Plantagen-Komplex im Besitz des Engländers John Blagrove (1754–1824), der von etwa 1.500 versklavten Afrikanern bewirtschaftet wurde. Der englische Architekt und Weltreisende James Hakewell (1778–1843) bezeichnete Blagrove als „a most kind and human master“ (einen äußerst freundlichen und menschlichen Herrn) und zitiert aus seinem Testament, demzufolge er jedem seiner Sklaven – „every man, woman, and child“ – einen Dollar vermachte.

## Söhne und Töchter der Stadt
- Marcus Garvey (1887–1940), Politiker und Publizist
- Burning Spear (* 1948), Reggae-Musiker
- Floyd Lloyd (* 1949), Reggae-Musiker
- Red Rat (* 1978), Dancehallsänger
- Jodi-Ann Robinson (* 1989), Fußballspielerin
- Shericka Jackson (* 1994), Sprinterin
- Charokee Young (* 2000), Sprinterin